# Tháng 12 năm 2007
Trang này liệt kê những sự kiện quan trọng vào tháng 12 năm 2007.

## Chủ nhật, ngày2 tháng 12
- Kết quả sơ bộ trong cuộc bầu cử Duma quốc gia Nga cho thấy đảng Nước Nga Thống nhất của Tổng thống Vladimir Putin thắng lớn với 64% số phiếu.

## Thứ hai, ngày3 tháng 12
- Kevin Rudd của Đảng Lao động Úc nhậm chức Thủ tướng sau khi thắng cử trong cuộc bầu cử liên bang, đánh bại chính phủ liên hiệp của John Howard.
- Cử tri Venezuela bác bỏ đề nghị sửa đổi hiến pháp của Tổng thống Hugo Chávez trong cuộc trưng cầu dân ý.

## Thứ tư, ngày5 tháng 12
- Thảm sát tại một trung tâm mua sắm tại tiểu bang Nebraska (Mỹ).

## Thứ năm, ngày6 tháng 12
- Đại hội Thể thao Đông Nam Á 2007 khai mạc tại Nakhon Ratchasima (Thái Lan).

## Thứ sáu, ngày7 tháng 12
- Thảm họa tràn dầu ở vùng biển Hàn Quốc.

## Thứ hai, ngày10 tháng 12
- Việt Nam phản đối việc Quốc vụ viện CHND Trung Hoa phê chuẩn việc thành lập thành phố Tam Sa để quản lý 3 quần đảo trên Biển Đông trong đó có cả hai quần đảo Hoàng Sa & Trường Sa. BBC

## Thứ ba, ngày11 tháng 12
- Hội nghị của Liên Hợp Quốc về biến đổi khí hậu diễn ra tại đảo Bali, Indonesia. BBC
- Tổng thống Nga Vladimir Putin ủng hộ Phó thủ tướng Dmitry Medvedev làm người kế nhiệm mình.

## Thứ năm, ngày13 tháng 12
- Bão nhiệt đới Olga gây lũ lụt và lở đất tại vùng biển Carib, khiến ít nhất 35 người thiệt mạng.

## Thứ bảy, ngày15 tháng 12
- Tổng thống Pakistan Pervez Musharraf tuyên bố chấm dứt tình trạng khẩn cấp kéo dài 6 tuần.

## Chủ nhật, ngày16 tháng 12
- Đại hội Thể thao Đông Nam Á 2007 bế mạc tại Nakhon Ratchasima (Thái Lan).

## Thứ ba, ngày18 tháng 12
- Quốc hội Ukraina đã phê chuẩn việc bà Yulia Tymoshenko làm thủ tướng mới của nước này.

## Thứ tư, ngày19 tháng 12
- Lee Myung Bak (Lý Minh Bác) của Đảng Đại Dân tộc thắng cử trong cuộc bầu cử tổng thống tại Hàn Quốc.

## Thứ sáu, ngày21 tháng 12
- Hiệp ước phi biên giới Schengen chính thức có thêm 9 thành viên mới, nâng tổng số các nước ký kết Schengen lên 24 nước.

## Thứ hai, ngày24 tháng 12
- Chính phủ Nepal đồng ý hủy bỏ chế độ quân chủ và Nepal sẽ trở thành một nước cộng hòa.
- Đảng Sức mạnh Nhân dân của cựu Thủ tướng Thaksin Shinawatra thắng cuộc tổng tuyển cử tại Thái Lan.

## Thứ tư, ngày26 tháng 12
- Mưa lớn kéo dài nhiều giờ đã gây ra những trận lở đất ở miền tây Indonesia làm ít nhất 78 người thiệt mạng.

## Thứ năm, ngày27 tháng 12
- Cựu thủ tướng Pakistan Benazir Bhutto bị ám sát trong lúc đi vận động tranh cử tại Rawalpindi, Pakistan.
- Thủ tướng Nhật Bản Fukuda Yasuo tới thăm Trung Quốc.

## Thứ bảy, ngày29 tháng 12
- David Hicks, người ủng hộ Al-Qaeda trước ở Vịnh Guantanamo, được thả khỏi Nhà tù Lao động Yatala tại Nam Úc.

## Thứ hai, ngày31 tháng 12
- Tổng thống Mwai Kibaki được tuyên bố tái thắng cử trong cuộc bầu cử tổng thống tại Kenya, giữa các cáo buộc về gian lận.